# Esashi
Esashi (江差町 Esahi-chō?) är ett litet hamnsamhälle  och en landskommun (köping) på södra Hokkaido. Det har inte status som stad men är residensort i subprefekturen Hiyama. Folkmängden uppgår till drygt 7 000 invånare.[källa behövs]
Förr i tiden var Esashi en viktig stad för södra Hokkaido och staden försörjde landet med fisk, inte minst sill. Hamnstaden hade en blomstrande verksamhet och det fanns ett ordspråk som lydde: "Inte ens Edo kan jämföra sig med Esashi i maj". Som detta ordspråk antyder så var Esashi en av de största fiskehamnarna i Japan, men med tiden så gick Esashis blomstrande era över i takt med att sillen försvann. Spår från Esashis rika historia går dock fortfarande att se på hustaken och de statyer som vaktar stadens Shinto-tempel.